# Wülperode
Wülperode ist ein Ortsteil der Stadt Osterwieck im Landkreis Harz und bildet nach dem nordnordwestlich benachbarten Göddeckenrode die westlichste Ortschaft von Sachsen-Anhalt.

## Geographische Lage
Wülperode liegt im nördlichen Harzvorland westnordwestlich von Osterwieck und südlich von Hornburg (Niedersachsen). Er befindet sich im Tal der Oker am Eckergraben.

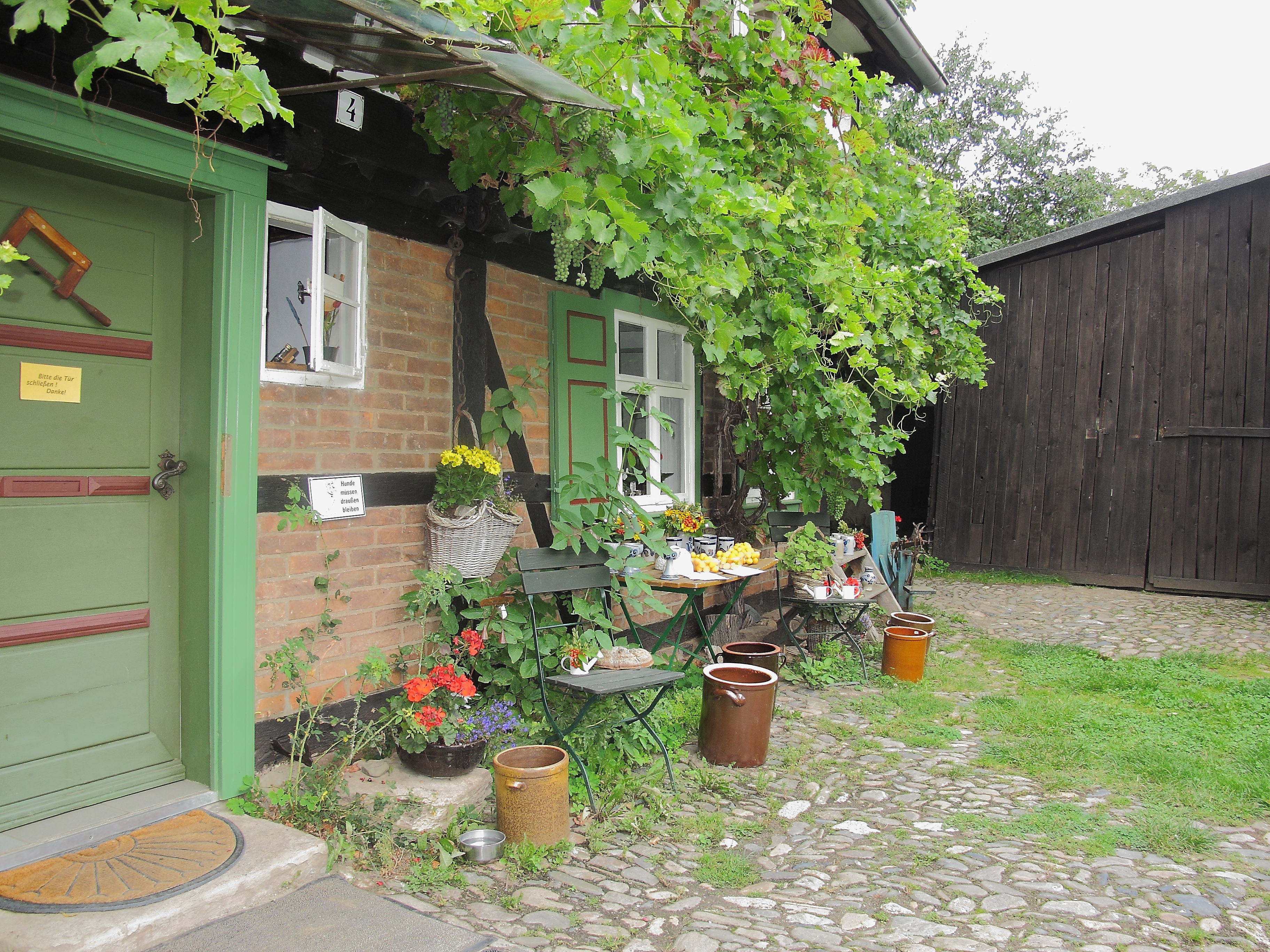
„Zur Alten Tischlerei“

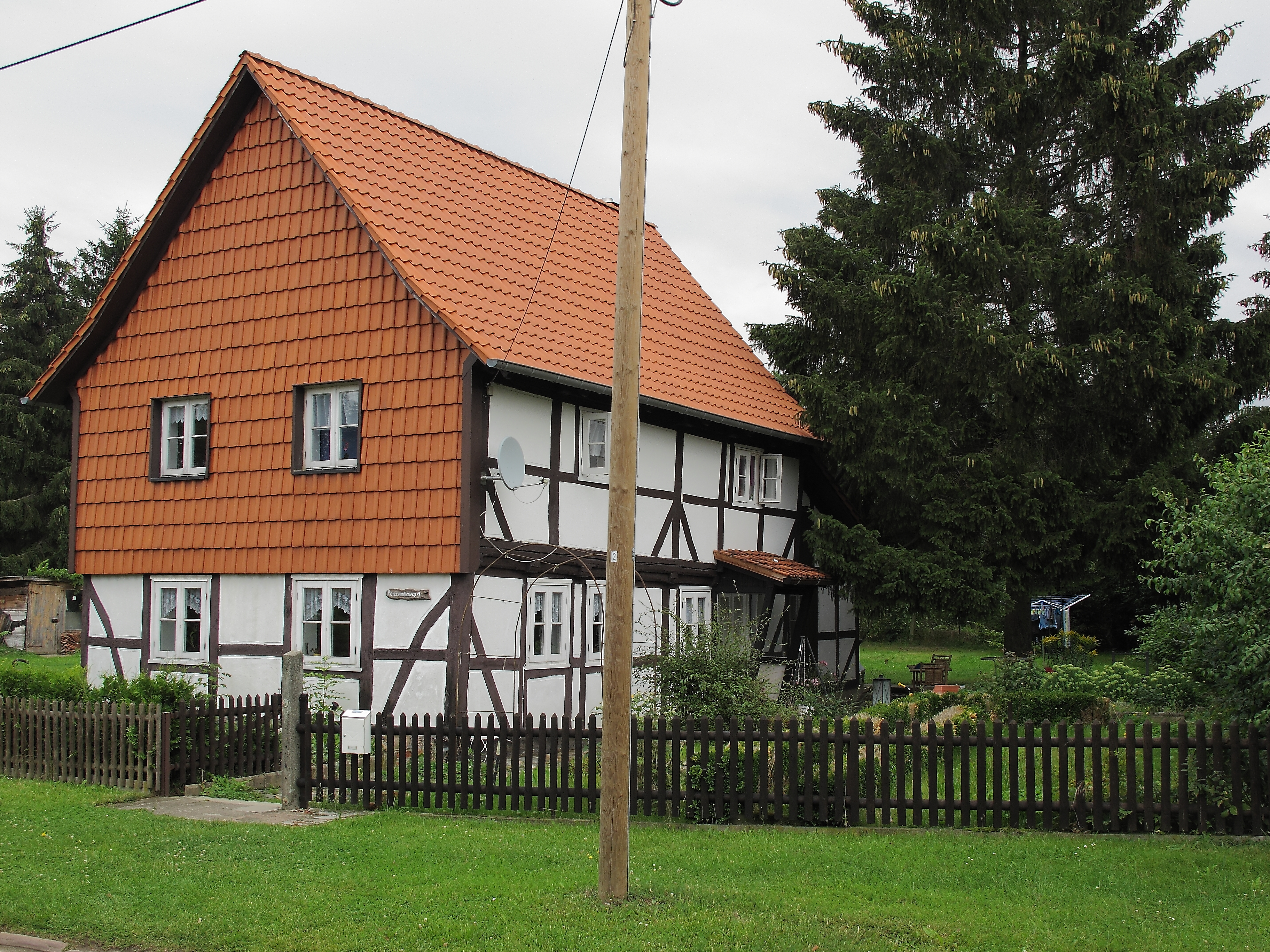
Ehemaliges Bauernhaus

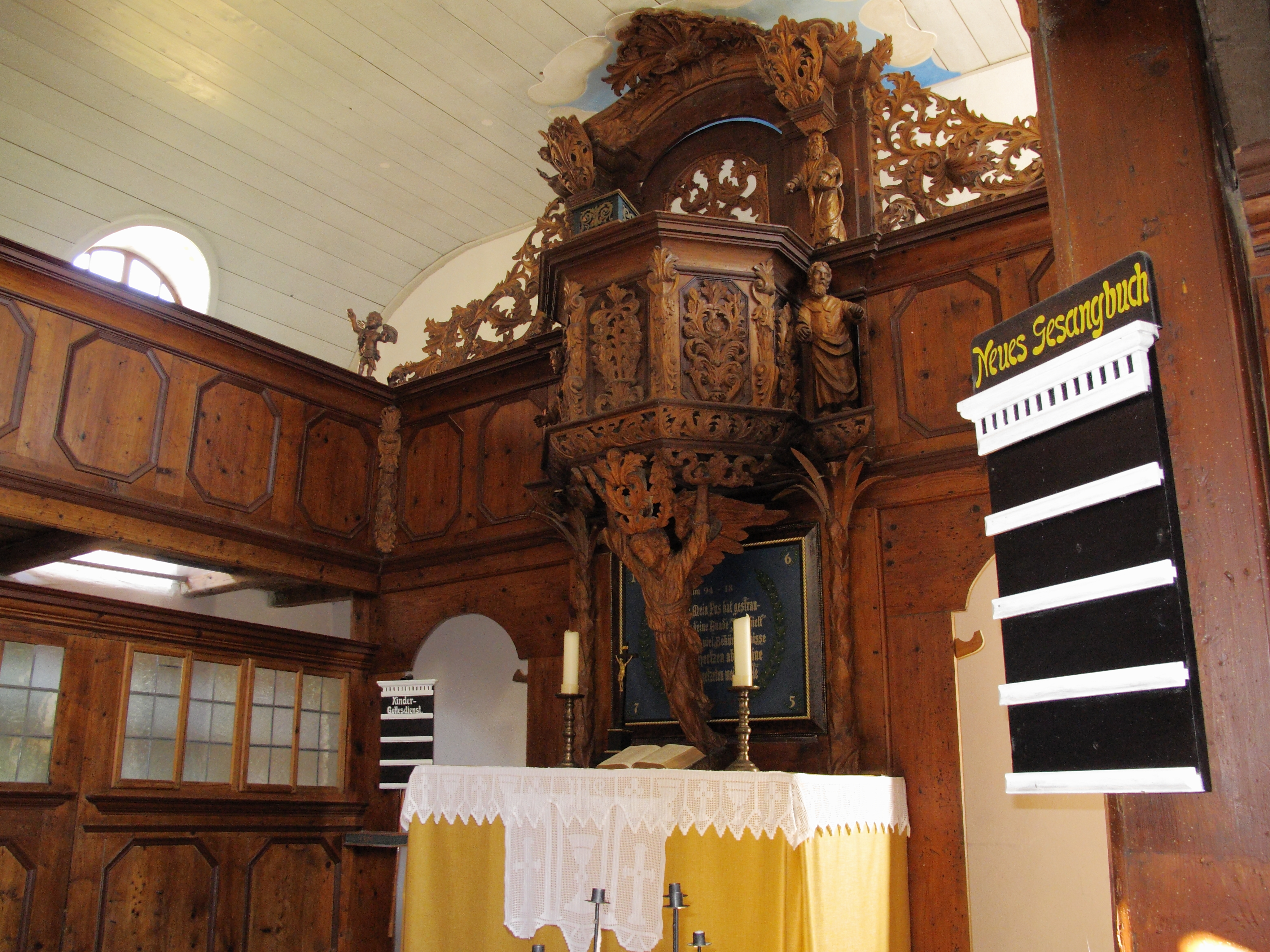
Gutskirche, Altarraum mit Kanzel

## Geschichte
Am 12. November 995 wurde Wendilburgoroth von König Otto III. an das Bistum Meißen geschenkt. Dies gilt als Ersterwähnung des Ortes. Die Kirche zu Wülperode wurde 1396 erstmals erwähnt.
Wülperode gehörte zum Hochstift Halberstadt bzw. dem Fürstentum Halberstadt. Pastor Wernecke legte 1651 das erste Kirchenbuch an. Die erste Eintragung folgte ein Jahr später. Der Ort unterstand direkt dem Amt Stötterlingenburg-Wülperode und gelangte 1815 an den Regierungsbezirk Magdeburg der preußischen Provinz Sachsen. Der Steinadlerkrug im Steinfeld wurde 1672 außerhalb des Ortes gebaut. Die derzeitige Fachwerkkirche wurde 1718 fertiggestellt. Am 17. November 1785 erwarb Wilhelm Klöpper aus Hoppenstedt den Steinadlerkrug von Jakob Igel und gab ihm seinen Namen. General Friedrich Emil von Kleist erhielt 1814 vom Preußenkönig Friedrich Wilhelm III. die Domänen Wülperode und Stötterlingenburg geschenkt. Die Gemarkung Wülperode wurde 1837 separiert. Nach dem Schlesischen Weberaufstand wurden ab 1844 schlesische Weber im Ort angesiedelt. Die Freiwillige Feuerwehr Wülperode wurde 1897 gegründet. Die Familie Reckleben übernahm das Gut 1898. Am 1. Juli 1950 wurden die Nachbarorte Göddeckenrode und Suderode nach Wülperode eingemeindet, das am selben Tag in Dreirode umbenannt wurde. Am 1. September 1990 erhielt Dreirode wieder seinen ursprünglichen Namen Wülperode.
Ab 1961 lag der Ort unmittelbar im Grenzgebiet der DDR und war nur mit einem Passierschein zu erreichen. Im Jahr 1961 wurde der Klöpperkrug in Steinfeld abgerissen. Ab 1969 begann die Sprengung der Gutsgebäude. 1995 war Wülperode zum schönsten Dorf Sachsen-Anhalts gewählt worden und belegte im selben Jahr beim Bundesvergleich den dritten Platz. Außerdem wurde im gleichen Jahr die Tausendjahrfeier abgehalten. Am 1. Januar 2010 schlossen sich die bis dahin selbstständigen Gemeinden Wülperode, Aue-Fallstein, Berßel, Bühne, Lüttgenrode, Rhoden und Schauen mit der Stadt Osterwieck zur neuen Stadt Osterwieck zusammen.

## Wappen
| | Blasonierung: „Im silbernen Schild mit blauem Wellenschildfuß drei gekreuzte rote Rodehacken, die zuoberst aufliegende gestürzt mit nach rechts weisendem Blatt.“ |
| Wappenbegründung: Das Wappen des Dorfes geht mit seinen Figuren auf die namengebende und landschaftliche Situation ein. Die Rodehacken deuten den Ortsnamen an und stellen gleichzeitig die landwirtschaftliche Bedeutung des Ortes dar. Der Wellenschildfuß bezieht sich auf das Fluss-System der Ecker, Oker und Stimmecke, die hier die Landschaft geprägt haben. In den Tinkturen des Wappens wird auf das Bistum Halberstadt eingegangen, zu dem Wülperode ehemals territorial gehörte. Das Wappen wurde von dem Heraldiker Udo Glathe aus Quedlinburg gestaltet und am 18. April 2006 durch den Landkreis Halberstadt genehmigt. | |

## Sehenswürdigkeiten
- Gutskirche mit Dachreiter

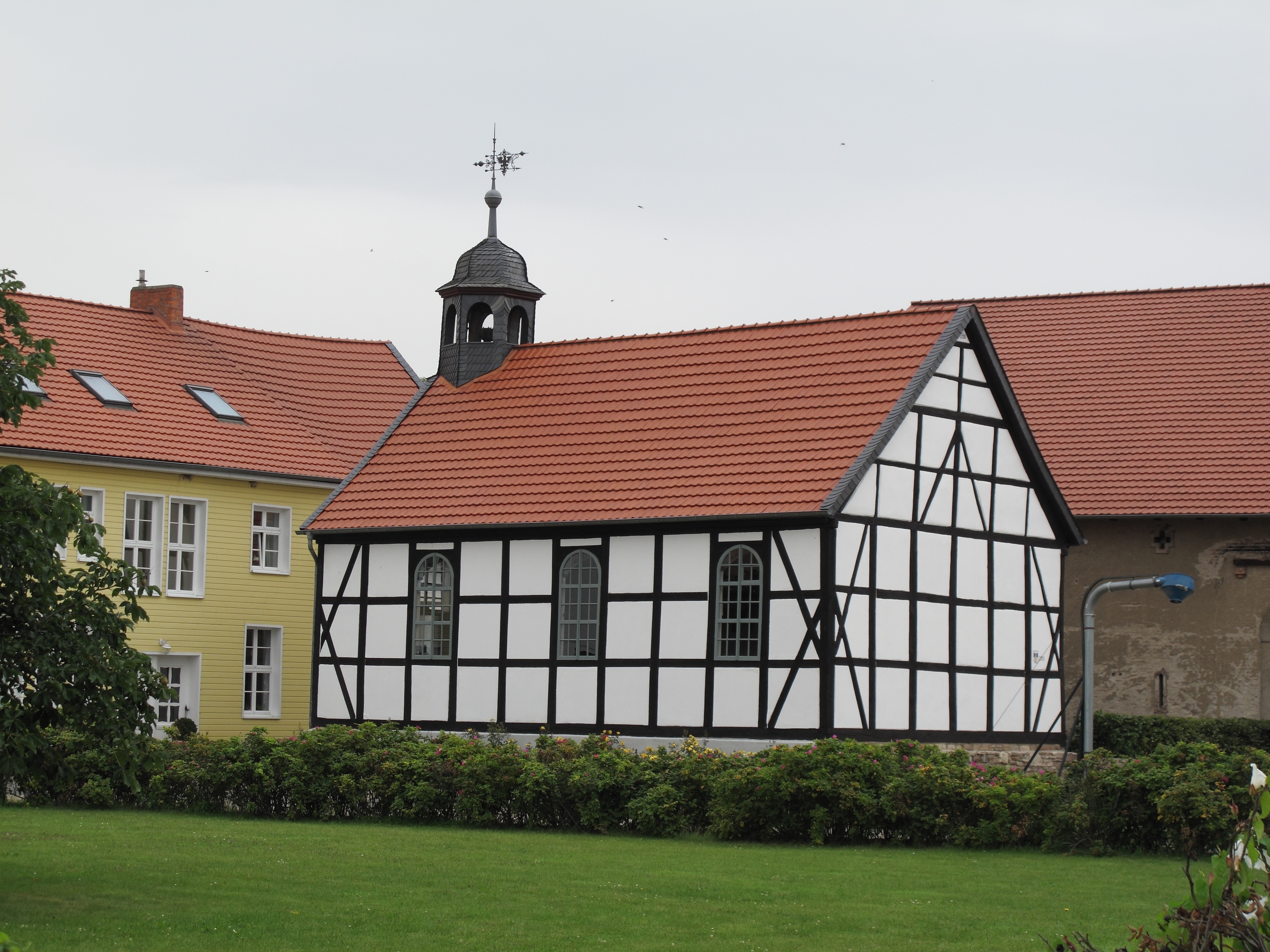
Gutskirche

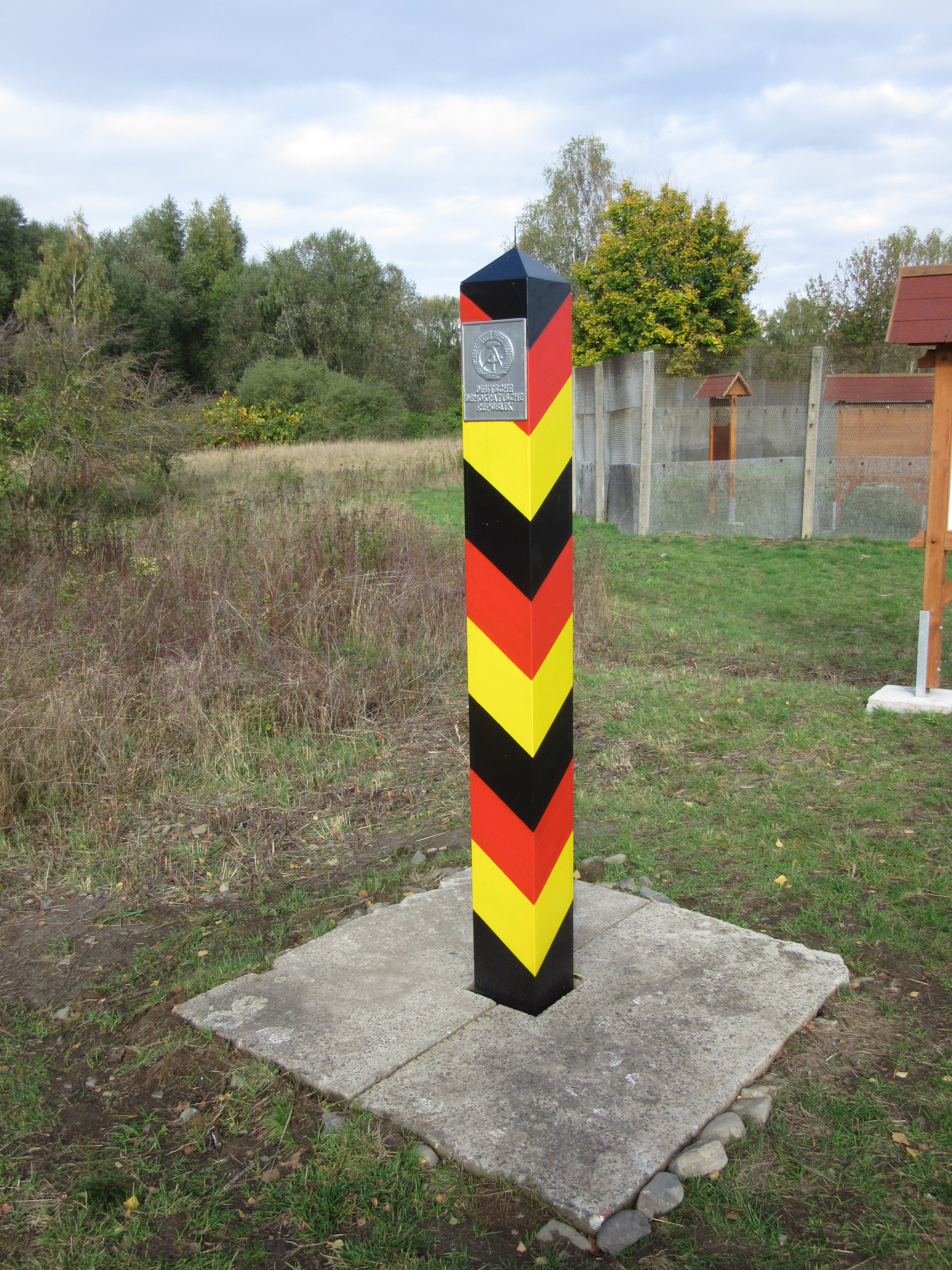
Grenzdenkmal Wülperode:
Nachgebildeter Grenzpfahl aus Stahl als Mahnmal

- Bauernhäuser (16.–18. Jahrhundert)
- Gedenkstein für den Oberjägermeister Hanns von Hackelberg (16./17. Jahrhundert)
- Kriegerdenkmal (1914/18)
- Grenzdenkmal Wülperode